# Karel IX van Frankrijk
Karel IX (Saint-Germain-en-Laye, 27 juni 1550 – Vincennes, 30 mei 1574) was koning van Frankrijk van 1560 tot aan zijn dood.

## Familie
Hij was de derde zoon van Hendrik II en Catharina de' Medici. Hij volgde zijn ziekelijke broer Frans II op, werd daartoe in 1563 meerderjarig verklaard, maar bleef tot 1570 onder het regentschap van zijn moeder. Hij trouwde in datzelfde jaar met Elisabeth van Habsburg, de dochter van keizer Maximiliaan II. Hun enige dochtertje Maria Elisabeth (of Maria-Isabella) overleed op 2 april 1578, op 5-jarige leeftijd. Karel was de twaalfde koning uit het huis Valois, de vijfde van de tak Valois-Orléans en de vierde uit de tak Valois-Orléans-Angoulême.
Bij zijn maîtresse Marie Touchet had hij een bastaardzoon, Karel (28 april 1573 – 24 september 1650), die later de titel 'graaf van Auvergne' en daarna 'hertog van Angoulême' verkreeg.

## Regering
Na jaren van spanningen vond het Bloedbad van Wassy plaats in 1562 en brak er oorlog tussen de protestanten en katholieken uit. In 1567 kwam een complot aan het licht om Karel en zijn moeder te ontvoeren en de protestantse leider Lodewijk I van Bourbon-Condé op de troon te plaatsen (de zogenaamde Verrassing van Meaux). Na meerdere vredespogingen besloot Karel in 1572 zijn zus Margaretha van Valois uit te huwelijken aan Hendrik van Navarra (de toekomstige Franse koning), een belangrijke protestantse edelman die in lijn van de troonopvolging stond, dit was een laatste poging van Karel om zijn onderdanen te verenigen.
In zijn streven naar godsdienstvrede kwam hij onder de invloed van admiraal Gaspard de Coligny, die in de strijd tegen Spanje de mogelijkheid zag om een nieuwe nationale eenheid in Frankrijk te realiseren. Hij gaf zijn goedkeuring aan een hugenotenleger onder leiding van Jean de Hangest, heer van Genlis om het in Bergen belegerde calvinistische garnizoen van Lodewijk van Nassau te ontzetten; deze hugenoten werden evenwel vernietigend verslagen in de Slag bij Saint-Ghislain (juli 1572). Toch dreef de clan de Guise, met de stille goedkeuring van de koningin-moeder, zijn toestemming voor de Bartholomeusnacht door, die hem tot zijn dood toe gewetensbezwaren zou bezorgen. 
Veel van Karels beslissingen werden onder invloed van zijn moeder Catharina de' Medici gedaan. Ze was een trouw katholiek, die in eerste instantie vrede zocht tussen de katholieke en protestanten, maar na de Bartholomeusnachtmoorden de vervolging van de protestantse hugenoten steunde. Enkele van de besluiten en verdragen tijdens de regering van Karel zijn:
- Edict van Saint-Germain (1562);
- Edict van Amboise (1563);
- Edict van Roussillon (1564);
- Edict van Moulins (1566);
- Edict van Saint-Maur (1567), ook bekend als Édit des mères;
- Edict van Saint-Germain (1570).

Op initiatief van zijn moeder begon hij met zijn hofhouding in 1564 aan een rondreis door Frankrijk om zijn onderdanen en koninkrijk te leren kennen. Zijn grand tour de France duurde ruim twee jaar. Tijdens zijn reis vaardigde hij in Roussillon een edict uit, waarin hij onder meer bepaalde dat het burgerlijk jaar begint op 1 januari.
Karel IX overleed op 23-jarige leeftijd aan tuberculose. Hij werd opgevolgd door zijn jongere broer Hendrik, hertog van Anjou.

## Publicatie
- La Chasse Royale (1625), een boek dat Charles over de jacht schreef werd in dat jaar gepubliceerd. Het is een waardevolle bron voor diegenen die geïnteresseerd zijn in de geschiedenis van honden en de jacht.

## Kwartierstaat (voorouders)
| Karel van Angoulême (1459-1496)    | Karel van Angoulême (1459-1496)    | Karel van Angoulême (1459-1496)    | Karel van Angoulême (1459-1496)    | Karel van Angoulême (1459-1496)    | Karel van Angoulême (1459-1496)    | Louise van Savoye (1476-1531)     | Louise van Savoye (1476-1531)     | Louise van Savoye (1476-1531)     | Louise van Savoye (1476-1531)     | Louise van Savoye (1476-1531)        | Louise van Savoye (1476-1531)        |                                      |                                      | Lodewijk XII van Frankrijk (1462–1515) | Lodewijk XII van Frankrijk (1462–1515) | Lodewijk XII van Frankrijk (1462–1515) | Lodewijk XII van Frankrijk (1462–1515) | Lodewijk XII van Frankrijk (1462–1515) | Lodewijk XII van Frankrijk (1462–1515) | Anna van Bretagne (1462–1515)    | Anna van Bretagne (1462–1515)    | Anna van Bretagne (1462–1515) | Anna van Bretagne (1462–1515) | Anna van Bretagne (1462–1515)      | Anna van Bretagne (1462–1515)      |                                    |                                    | Piero di Lorenzo de' Medici (1471-1503) | Piero di Lorenzo de' Medici (1471-1503) | Piero di Lorenzo de' Medici (1471-1503) | Piero di Lorenzo de' Medici (1471-1503) | Piero di Lorenzo de' Medici (1471-1503) | Piero di Lorenzo de' Medici (1471-1503) | Alfonsina Orsini (1472-1520)          | Alfonsina Orsini (1472-1520)          | Alfonsina Orsini (1472-1520)          | Alfonsina Orsini (1472-1520)          | Alfonsina Orsini (1472-1520)     | Alfonsina Orsini (1472-1520)     |                                  |                                  | Jan IV van Auvergne (1467-1501)  | Jan IV van Auvergne (1467-1501)  | Jan IV van Auvergne (1467-1501)             | Jan IV van Auvergne (1467-1501)             | Jan IV van Auvergne (1467-1501)             | Jan IV van Auvergne (1467-1501)             | Johanna van Bourbon (1465-1511)             | Johanna van Bourbon (1465-1511)             | Johanna van Bourbon (1465-1511) | Johanna van Bourbon (1465-1511) | Johanna van Bourbon (1465-1511) | Johanna van Bourbon (1465-1511) |  |  |  |  |  |  |  |  |  |  |  |  |  |  |  |  |  |  |  |  |  |  |  |  |  |  |  |  |  |  |  |  |  |  |  |  |  |  |  |  |  |  |  |  |  |  |  |  |
| Karel van Angoulême (1459-1496)    | Karel van Angoulême (1459-1496)    | Karel van Angoulême (1459-1496)    | Karel van Angoulême (1459-1496)    | Karel van Angoulême (1459-1496)    | Karel van Angoulême (1459-1496)    | Louise van Savoye (1476-1531)     | Louise van Savoye (1476-1531)     | Louise van Savoye (1476-1531)     | Louise van Savoye (1476-1531)     | Louise van Savoye (1476-1531)        | Louise van Savoye (1476-1531)        |                                      |                                      | Lodewijk XII van Frankrijk (1462–1515) | Lodewijk XII van Frankrijk (1462–1515) | Lodewijk XII van Frankrijk (1462–1515) | Lodewijk XII van Frankrijk (1462–1515) | Lodewijk XII van Frankrijk (1462–1515) | Lodewijk XII van Frankrijk (1462–1515) | Anna van Bretagne (1462–1515)    | Anna van Bretagne (1462–1515)    | Anna van Bretagne (1462–1515) | Anna van Bretagne (1462–1515) | Anna van Bretagne (1462–1515)      | Anna van Bretagne (1462–1515)      |                                    |                                    | Piero di Lorenzo de' Medici (1471-1503) | Piero di Lorenzo de' Medici (1471-1503) | Piero di Lorenzo de' Medici (1471-1503) | Piero di Lorenzo de' Medici (1471-1503) | Piero di Lorenzo de' Medici (1471-1503) | Piero di Lorenzo de' Medici (1471-1503) | Alfonsina Orsini (1472-1520)          | Alfonsina Orsini (1472-1520)          | Alfonsina Orsini (1472-1520)          | Alfonsina Orsini (1472-1520)          | Alfonsina Orsini (1472-1520)     | Alfonsina Orsini (1472-1520)     |                                  |                                  | Jan IV van Auvergne (1467-1501)  | Jan IV van Auvergne (1467-1501)  | Jan IV van Auvergne (1467-1501)             | Jan IV van Auvergne (1467-1501)             | Jan IV van Auvergne (1467-1501)             | Jan IV van Auvergne (1467-1501)             | Johanna van Bourbon (1465-1511)             | Johanna van Bourbon (1465-1511)             | Johanna van Bourbon (1465-1511) | Johanna van Bourbon (1465-1511) | Johanna van Bourbon (1465-1511) | Johanna van Bourbon (1465-1511) |  |  |  |  |  |  |  |  |  |  |  |  |  |  |  |  |  |  |  |  |  |  |  |  |  |  |  |  |  |  |  |  |  |  |  |  |  |  |  |  |  |  |  |  |  |  |  |  |
|                                    |                                    |                                    |                                    |                                    |                                    |                                   |                                   |                                   |                                   |                                      |                                      |                                      |                                      |                                        |                                        |                                        |                                        |                                        |                                        |                                  |                                  |                               |                               |                                    |                                    |                                    |                                    |                                         |                                         |                                         |                                         |                                         |                                         |                                       |                                       |                                       |                                       |                                  |                                  |                                  |                                  |                                  |                                  |                                             |                                             |                                             |                                             |                                             |                                             |                                 |                                 |                                 |                                 |  |  |  |  |  |  |  |  |  |  |  |  |  |  |  |  |  |  |  |  |  |  |  |  |  |  |  |  |  |  |  |  |  |  |  |  |  |  |  |  |  |  |  |  |  |  |  |  |
|                                    |                                    |                                    |                                    | Frans I van Frankrijk (1494-1547)  | Frans I van Frankrijk (1494-1547)  | Frans I van Frankrijk (1494-1547) | Frans I van Frankrijk (1494-1547) | Frans I van Frankrijk (1494-1547) | Frans I van Frankrijk (1494-1547) |                                      |                                      |                                      |                                      |                                        |                                        | Claude van Frankrijk (1499-1524)       | Claude van Frankrijk (1499-1524)       | Claude van Frankrijk (1499-1524)       | Claude van Frankrijk (1499-1524)       | Claude van Frankrijk (1499-1524) | Claude van Frankrijk (1499-1524) |                               |                               |                                    |                                    |                                    |                                    |                                         |                                         |                                         |                                         | Lorenzo II de' Medici (1492-1519)       | Lorenzo II de' Medici (1492-1519)       | Lorenzo II de' Medici (1492-1519)     | Lorenzo II de' Medici (1492-1519)     | Lorenzo II de' Medici (1492-1519)     | Lorenzo II de' Medici (1492-1519)     |                                  |                                  |                                  |                                  |                                  |                                  | Madeleine de La Tour d'Auvergne (1498-1519) | Madeleine de La Tour d'Auvergne (1498-1519) | Madeleine de La Tour d'Auvergne (1498-1519) | Madeleine de La Tour d'Auvergne (1498-1519) | Madeleine de La Tour d'Auvergne (1498-1519) | Madeleine de La Tour d'Auvergne (1498-1519) |                                 |                                 |                                 |                                 |  |  |  |  |  |  |  |  |  |  |  |  |  |  |  |  |  |  |  |  |  |  |  |  |  |  |  |  |  |  |  |  |  |  |  |  |  |  |  |  |  |  |  |  |  |  |  |  |
|                                    |                                    |                                    |                                    | Frans I van Frankrijk (1494-1547)  | Frans I van Frankrijk (1494-1547)  | Frans I van Frankrijk (1494-1547) | Frans I van Frankrijk (1494-1547) | Frans I van Frankrijk (1494-1547) | Frans I van Frankrijk (1494-1547) |                                      |                                      |                                      |                                      |                                        |                                        | Claude van Frankrijk (1499-1524)       | Claude van Frankrijk (1499-1524)       | Claude van Frankrijk (1499-1524)       | Claude van Frankrijk (1499-1524)       | Claude van Frankrijk (1499-1524) | Claude van Frankrijk (1499-1524) |                               |                               |                                    |                                    |                                    |                                    |                                         |                                         |                                         |                                         | Lorenzo II de' Medici (1492-1519)       | Lorenzo II de' Medici (1492-1519)       | Lorenzo II de' Medici (1492-1519)     | Lorenzo II de' Medici (1492-1519)     | Lorenzo II de' Medici (1492-1519)     | Lorenzo II de' Medici (1492-1519)     |                                  |                                  |                                  |                                  |                                  |                                  | Madeleine de La Tour d'Auvergne (1498-1519) | Madeleine de La Tour d'Auvergne (1498-1519) | Madeleine de La Tour d'Auvergne (1498-1519) | Madeleine de La Tour d'Auvergne (1498-1519) | Madeleine de La Tour d'Auvergne (1498-1519) | Madeleine de La Tour d'Auvergne (1498-1519) |                                 |                                 |                                 |                                 |  |  |  |  |  |  |  |  |  |  |  |  |  |  |  |  |  |  |  |  |  |  |  |  |  |  |  |  |  |  |  |  |  |  |  |  |  |  |  |  |  |  |  |  |  |  |  |  |
|                                    |                                    |                                    |                                    |                                    |                                    |                                   |                                   |                                   |                                   | Hendrik II van Frankrijk (1519-1559) | Hendrik II van Frankrijk (1519-1559) | Hendrik II van Frankrijk (1519-1559) | Hendrik II van Frankrijk (1519-1559) | Hendrik II van Frankrijk (1519-1559)   | Hendrik II van Frankrijk (1519-1559)   |                                        |                                        |                                        |                                        |                                  |                                  |                               |                               |                                    |                                    |                                    |                                    |                                         |                                         |                                         |                                         |                                         |                                         |                                       |                                       |                                       |                                       | Catharina de' Medici (1519-1589) | Catharina de' Medici (1519-1589) | Catharina de' Medici (1519-1589) | Catharina de' Medici (1519-1589) | Catharina de' Medici (1519-1589) | Catharina de' Medici (1519-1589) |                                             |                                             |                                             |                                             |                                             |                                             |                                 |                                 |                                 |                                 |  |  |  |  |  |  |  |  |  |  |  |  |  |  |  |  |  |  |  |  |  |  |  |  |  |  |  |  |  |  |  |  |  |  |  |  |  |  |  |  |  |  |  |  |  |  |  |  |
|                                    |                                    |                                    |                                    |                                    |                                    |                                   |                                   |                                   |                                   | Hendrik II van Frankrijk (1519-1559) | Hendrik II van Frankrijk (1519-1559) | Hendrik II van Frankrijk (1519-1559) | Hendrik II van Frankrijk (1519-1559) | Hendrik II van Frankrijk (1519-1559)   | Hendrik II van Frankrijk (1519-1559)   |                                        |                                        |                                        |                                        |                                  |                                  |                               |                               |                                    |                                    |                                    |                                    |                                         |                                         |                                         |                                         |                                         |                                         |                                       |                                       |                                       |                                       | Catharina de' Medici (1519-1589) | Catharina de' Medici (1519-1589) | Catharina de' Medici (1519-1589) | Catharina de' Medici (1519-1589) | Catharina de' Medici (1519-1589) | Catharina de' Medici (1519-1589) |                                             |                                             |                                             |                                             |                                             |                                             |                                 |                                 |                                 |                                 |  |  |  |  |  |  |  |  |  |  |  |  |  |  |  |  |  |  |  |  |  |  |  |  |  |  |  |  |  |  |  |  |  |  |  |  |  |  |  |  |  |  |  |  |  |  |  |  |
|                                    |                                    |                                    |                                    |                                    |                                    |                                   |                                   |                                   |                                   |                                      |                                      |                                      |                                      |                                        |                                        |                                        |                                        |                                        |                                        |                                  |                                  |                               |                               |                                    |                                    |                                    |                                    |                                         |                                         |                                         |                                         |                                         |                                         |                                       |                                       |                                       |                                       |                                  |                                  |                                  |                                  |                                  |                                  |                                             |                                             |                                             |                                             |                                             |                                             |                                 |                                 |                                 |                                 |  |  |  |  |  |  |  |  |  |  |  |  |  |  |  |  |  |  |  |  |  |  |  |  |  |  |  |  |  |  |  |  |  |  |  |  |  |  |  |  |  |  |  |  |  |  |  |  |
|                                    |                                    |                                    |                                    |                                    |                                    |                                   |                                   |                                   |                                   |                                      |                                      |                                      |                                      |                                        |                                        |                                        |                                        |                                        |                                        |                                  |                                  |                               |                               |                                    |                                    |                                    |                                    |                                         |                                         |                                         |                                         |                                         |                                         |                                       |                                       |                                       |                                       |                                  |                                  |                                  |                                  |                                  |                                  |                                             |                                             |                                             |                                             |                                             |                                             |                                 |                                 |                                 |                                 |  |  |  |  |  |  |  |  |  |  |  |  |  |  |  |  |  |  |  |  |  |  |  |  |  |  |  |  |  |  |  |  |  |  |  |  |  |  |  |  |  |  |  |  |  |  |  |  |
| Frans II van Frankrijk (1544-1560) | Frans II van Frankrijk (1544-1560) | Frans II van Frankrijk (1544-1560) | Frans II van Frankrijk (1544-1560) | Frans II van Frankrijk (1544-1560) | Frans II van Frankrijk (1544-1560) |                                   |                                   | Elisabeth van Valois (1545-1568)  | Elisabeth van Valois (1545-1568)  | Elisabeth van Valois (1545-1568)     | Elisabeth van Valois (1545-1568)     | Elisabeth van Valois (1545-1568)     | Elisabeth van Valois (1545-1568)     |                                        |                                        | Claudia van Valois (1547-1575)         | Claudia van Valois (1547-1575)         | Claudia van Valois (1547-1575)         | Claudia van Valois (1547-1575)         | Claudia van Valois (1547-1575)   | Claudia van Valois (1547-1575)   |                               |                               | Karel IX van Frankrijk (1550-1574) | Karel IX van Frankrijk (1550-1574) | Karel IX van Frankrijk (1550-1574) | Karel IX van Frankrijk (1550-1574) | Karel IX van Frankrijk (1550-1574)      | Karel IX van Frankrijk (1550-1574)      |                                         |                                         | Hendrik III van Frankrijk (1551-1589)   | Hendrik III van Frankrijk (1551-1589)   | Hendrik III van Frankrijk (1551-1589) | Hendrik III van Frankrijk (1551-1589) | Hendrik III van Frankrijk (1551-1589) | Hendrik III van Frankrijk (1551-1589) |                                  |                                  | Frans van Anjou (1555-1584)      | Frans van Anjou (1555-1584)      | Frans van Anjou (1555-1584)      | Frans van Anjou (1555-1584)      | Frans van Anjou (1555-1584)                 | Frans van Anjou (1555-1584)                 |                                             |                                             | 3 zusters en 1 broer                        | 3 zusters en 1 broer                        | 3 zusters en 1 broer            | 3 zusters en 1 broer            | 3 zusters en 1 broer            | 3 zusters en 1 broer            |  |  |  |  |  |  |  |  |  |  |  |  |  |  |  |  |  |  |  |  |  |  |  |  |  |  |  |  |  |  |  |  |  |  |  |  |  |  |  |  |  |  |  |  |  |  |  |  |